# Оселе (комуна)
Комуна Оселе (швед. Åsele kommun) — адміністративно-територіальна одиниця місцевого самоврядування, що розташована в лені Вестерботтен у північній Швеції.
Оселе 21-а за величиною території комуна Швеції. Адміністративний центр комуни — місто Оселе.

## Населення
Населення становить 2 985 чоловік (станом на вересень 2012 року). 
| Кількість населення комуни Оселе за 1968-2010 роки | Кількість населення комуни Оселе за 1968-2010 роки | Кількість населення комуни Оселе за 1968-2010 роки | Кількість населення комуни Оселе за 1968-2010 роки | Кількість населення комуни Оселе за 1968-2010 роки |
| -------------------------------------------------- | -------------------------------------------------- | -------------------------------------------------- | -------------------------------------------------- | -------------------------------------------------- |
| Рік                                                |                                                    |                                                    | Населення                                          |                                                    |
| 1968                                               | 1968                                               |                                                    | 5 764                                              | 5 764                                              |
| 1975                                               | 1975                                               |                                                    | 4 895                                              | 4 895                                              |
| 1980                                               | 1980                                               |                                                    | 4 719                                              | 4 719                                              |
| 1985                                               | 1985                                               |                                                    | 4 342                                              | 4 342                                              |
| 1990                                               | 1990                                               |                                                    | 4 114                                              | 4 114                                              |
| 1995                                               | 1995                                               |                                                    | 4 012                                              | 4 012                                              |
| 2000                                               | 2000                                               |                                                    | 3 624                                              | 3 624                                              |
| 2005                                               | 2005                                               |                                                    | 3 322                                              | 3 322                                              |
| 2010                                               | 2010                                               |                                                    | 3 039                                              | 3 039                                              |
| Джерело: SCB                                       |                                                    |                                                    |                                                    |                                                    |

## Населені пункти
Комуні підпорядковано 2 міські поселення (tätort) та низка сільських, більші з яких:
- Оселе (Åsele)
- Фредріка (Fredrika)
- Бакшеліден (Baksjöliden)
- Кліппен (Klippen)
- Лільлегда (Lillögda)
- Талльше (Tallsjö)

## Галерея

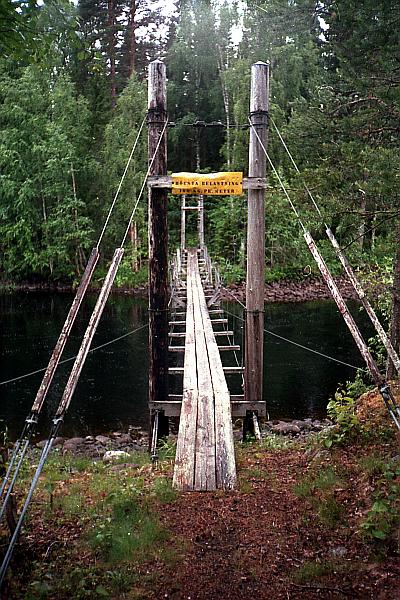
Місток через річку Легдаельвен
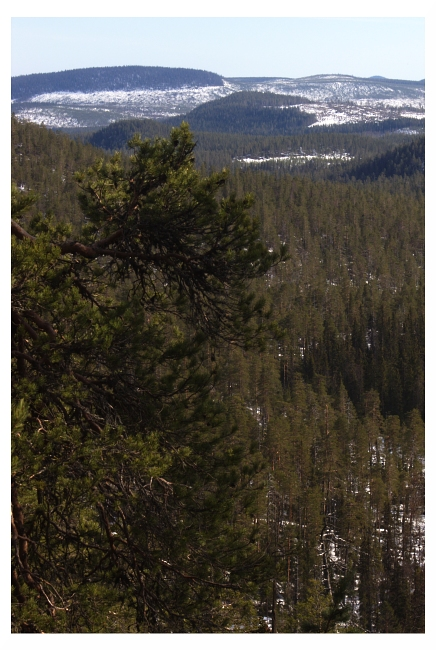
Національний парк Бйорнланд
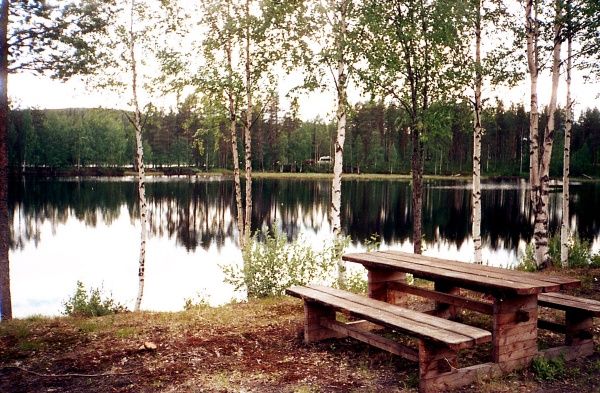
Екопарк Керінгберг

## Виноски
1. ↑  Folkmangd i riket, lan och kommuner (шв.) . Центральне бюро статистики Швеції. Архів оригіналу за 20 серпня 2013. Процитовано 11 лютого 2013.